# الرمز الدولي للرضاعة الطبيعية

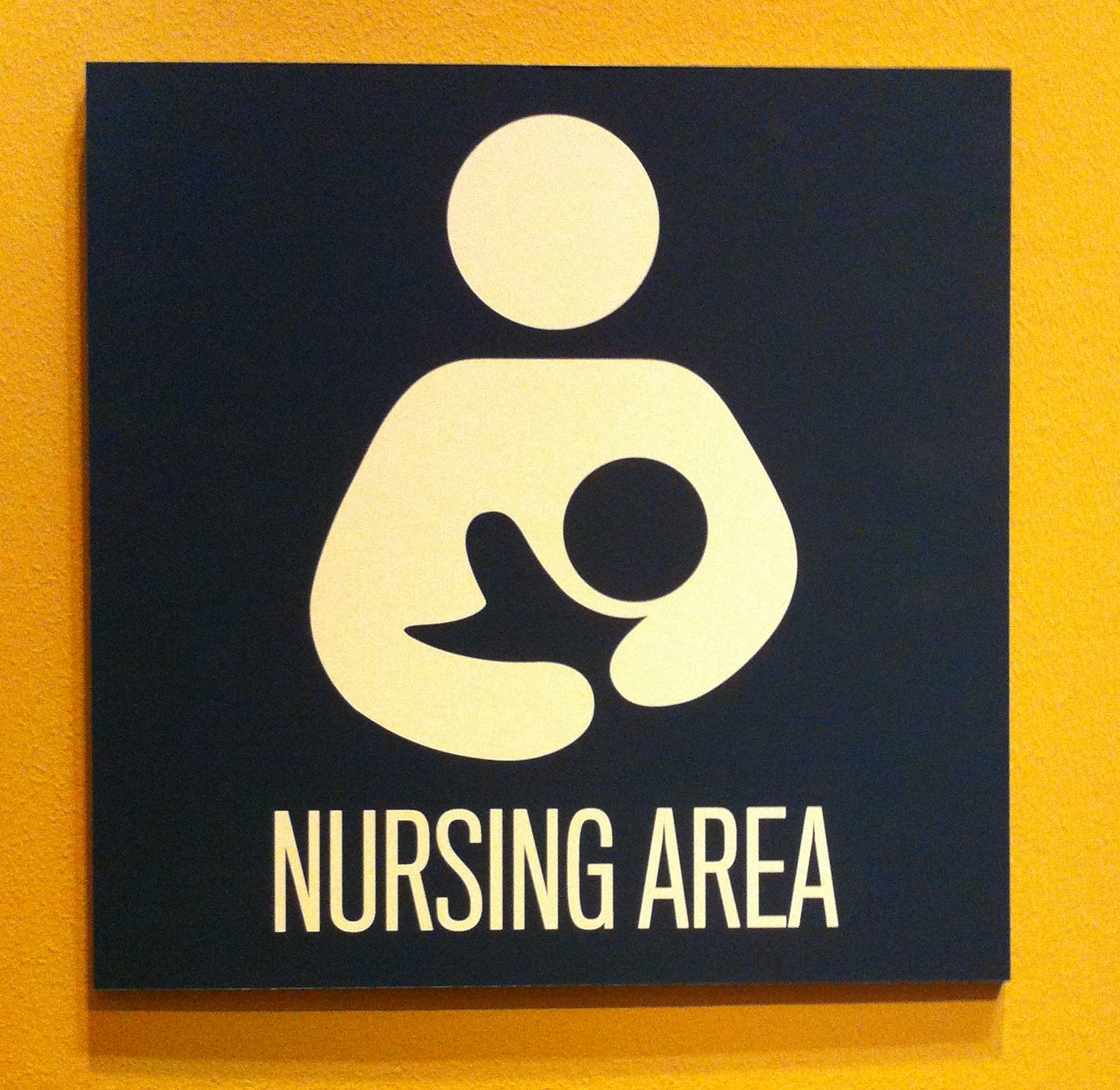
إشارة لدائرة تمريض خاصة في متحف تستخدم الرمز الدولي للرضاعة الطبيعية

الرمز الدولي للرضاعة الطبيعية

الرمز الدولي للرضاعة الطبيعية من تصميم مات ديجل وهو فنان مصمّم وهو كذلك أب، وقد أنشأ الرمز استجابة لمسابقة أقامتها مجلة الأمومة.
تم اختيار الفائز من أكثر من 500 مشارك في الشهر الحادي عشر من العام الميلاديّ 2006. يقول ديجلى أنّ زوجته وابنه كانا مصدر إلهامه في تصميم هذا الرمز، وقد وقّع على أن يكون الرمز للملكيّة العامة.
أدى ازدياد التنوع الثقافيّ والتنقل الشخصيّ إلى الحاجة لوجود وسائل عالمية للتواصل. وقد تم تصميم الرمز الدولي للرضاعة الطبيعية على شكل علامات المعهد الأمريكي للفنون التخطيطية AIGA الذي يظهر كثيرًا في الأماكن العامة.
لقد أُسِّس الرمز الدولي للرضاعة الطبيعية على نظام المؤسّسة الأمريكيّة للفنون التّصويريّة في ابتكار الرسم الفكريّ، والتي يكثر رؤيتها في الأماكن العامة. تُصمّم هذه الإشارات بعناية؛ لأنّها يجب أن يفهمها معظم الناس من دون وصف كتابّ يشرح المقصود من هذه الرموز.
أُنشئ الرمز الدولي للرضاعة الطبيعية خصيصًا ليعالج مشكلة عدم وحود رمز مفهوم ومقبول عالميًّا للرضاعة الطبيعية في الأماكن العامة. الرموز الحديثة تظهر أنّ الطفل الرضيع يتطلّب رضاعة صناعيّة أو المنتجات المهدئة، مثل: صورة زجاجة الحليب الصناعيّ أو المصاصة المُسكِتة للطفل. عادةً تتخذ غرف العناية بالطفل رمز زجاجة حليب الطفل شعارًا لها بدلًا من رمز الأم المعتنية بطفلها. وقد يكون الرمز الدولي للرضاعة الطبيعية مفيدًا في تغيير المفهوم الثقافي للتغذية بالعلبة التي تحتوي الحليب الصناعيّ إلى التغذية بالرضاعة الطبيعية.
تم إطلاق موقع الرمز الدولي للرضاعة الطبيعية في الشهر السّابع من عام 2007م، أمثلة على استخدام الرمز الجديد:
- في عام 2008: ظهرت شبكة تواصل للرضاعة الطبيعية في الجنوب تابعة لواشنطن الولايات المتحدة، وهي تمثل رمز في حملة «مرحبا بالرضاعة الطبيعية هنا».[8]
- وكان من المقرر نشر الرمز في مطعم تشيك فيلا في وينتر بارك الواقع في فلوريدا الولايات المتحدة في عام 2009، ولكن اشتكت إحدى زبائن المطعم بأن مدير المطعم طلب منها بشكل غير قانوني أن تغطي رأس طفلها أثناء الرضاعة الطبيعية.[9]